# Peter Whitehead
Pour les articles homonymes, voir Whitehead.
Peter Nied Whitehead, né le 12 novembre 1914 à Menston et mort le 21 septembre 1958 à Lasalle, est un pilote automobile britannique. 

## Biographie
En 1950 il termina 3e du Grand Prix automobile de France, pour l'une de ses deux seules course de la saison en Grand Prix (7e dans la foulée en Italie pour la dernière épreuve de l'année).
Il a notamment remporté les 24 Heures du Mans 1951 aux côtés de Peter Walker (finissant 4e en 1953 avec Ian Stewart, après un abandon des deux en 1952), les 12 Heures de Hyères et les 12 Heures de Reims 1953 (aux côtés de Stirling Moss), le tout sur Jaguar C-Type (la XKC, ou XK-C, pour Compétition). En 1954, il récidive aux 12 Heures de Reims sur D-Type cette fois, associé à Ken Wharton en équipage officiel.
Il meurt alors qu'il dispute le 7e Tour de France automobile. En tête de l'épreuve avec son demi-frère Graham (de huit ans son cadet, grièvement blessé) toujours sur Jaguar, l'accident fatidique se produit dans le Massif des Cévennes. Tous deux venaient de terminer seconds des 24 Heures du Mans 1958, avec leur propre Aston Martin DB3S (écurie P & A.G. Whitehead créé à l'occasion). Graham retournera aux 24 Heures mancelles en 1959 et 1960 toujours avec sa propre écurie, épaulé désormais par Brian Naylor sur DBR1/300 puis Ferrari 250 GT SWB (abandons). Il avait participé aussi aux éditions 1955 et 1957 avec son demi-frère aîné (abandons), celui-ci n'ayant pu terminer l'édition 1954 avec Ken Wharton, mais la toute première apparition de Peter datait de 1950 (15e avec John Marshall, lors de l'année de l'unique apparition de la XK-S). Finalement Peter ne put pas participer à la seule édition 1956, entre 1950 et 1958, et obtint deux podiums pour une victoire, sur huit départs avec cinq partenaires différents en binômes (Graham n'eut qu'un seul podium, pour sept départs de 1953 à 1960).

## Résultats en championnat du monde de Formule 1
| Saison | Écurie                | Châssis                 | Moteur                                | Pneus          | GP disputés | Points inscrits | Classement |
| ------ | --------------------- | ----------------------- | ------------------------------------- | -------------- | ----------- | --------------- | ---------- |
| 1950   | Privé                 | Ferrari 125             | Ferrari V12 compressé                 | Dunlop         | 2           | 4               | 9e         |
| 1951   | Privé G.A. Vandervell | Ferrari 125 Ferrari 375 | Ferrari V12 compressé Ferrari V12     | Dunlop Pirelli | 4           | 0               | non classé |
| 1952   | Privé                 | Ferrari 125 Alta F2     | Ferrari V12 compressé Alta 4 en ligne | Dunlop         | 2           | 0               | non classé |
| 1953   | Atlantic Stable       | Cooper T24              | Alta 4 en ligne                       | Dunlop         | 1           | 0               | non classé |
| 1954   | Privé                 | Cooper T24              | Alta 4 en ligne                       | Dunlop         | 1           | 0               | non classé |